# Mike Penberthy
Mike Penberthy é um ex-jogador de basquete norte-americano que foi campeão da Temporada da NBA de 2000-01 jogando pelo Los Angeles Lakers.